# El rey de los exhortos
El rey de los exhortos es una película cómica argentina, cuyos protagonistas principales son Alberto Olmedo y Susana Giménez, estrenada el 30 de agosto de 1979.

## Argumento
Alberto es un abogado especializado en divorcios quien hace tiempo atrás ha enviudado y aún mantiene un conflicto interno consigo mismo a causa de esto.
Una noche conoce a Susana, y ella le genera una atracción inmediata, por lo cual hace todo lo posible por conquistarla, pero hay un problema: Susana está en pleno juicio de divorcio, y si alguien se entera de que tiene una nueva relación podría perder la tenencia de sus hijos.
La situación termina por complicarse del todo cuando Alberto se entera de que Susana (de la que solo conocía su nombre de soltera) es la esposa de uno de sus clientes.

## Reparto
- Alberto Olmedo como Alberto Benavides.
- Susana Giménez como Susana Lezama.
- Fernando Siro como Julio Castromil.
- Mabel Manzotti como Felisa
- Horacio O'Connor como Roque
- Rudy Chernicoff como detective privado.
- Elena Sedova como Leonor (secretaria).
- María Rosa Fugazot como Hilda (empleada doméstica).
- César Bertrand como psicólogo.
- Carmen Barbieri como Normita.
- Augusto Larreta como Juez.
- Joaquín Piñón como Dr. Bermudez
- Emilio Vidal como Raul
- Constanza Maral como Secretaria de Alberto
- Cristina Allende como Asistente social y esposa de Julio Castromil.
- Héctor Gance
- Ricardo Moran
- Jorge Porcel como Camarero de la fiesta.